# Miguel Gomes

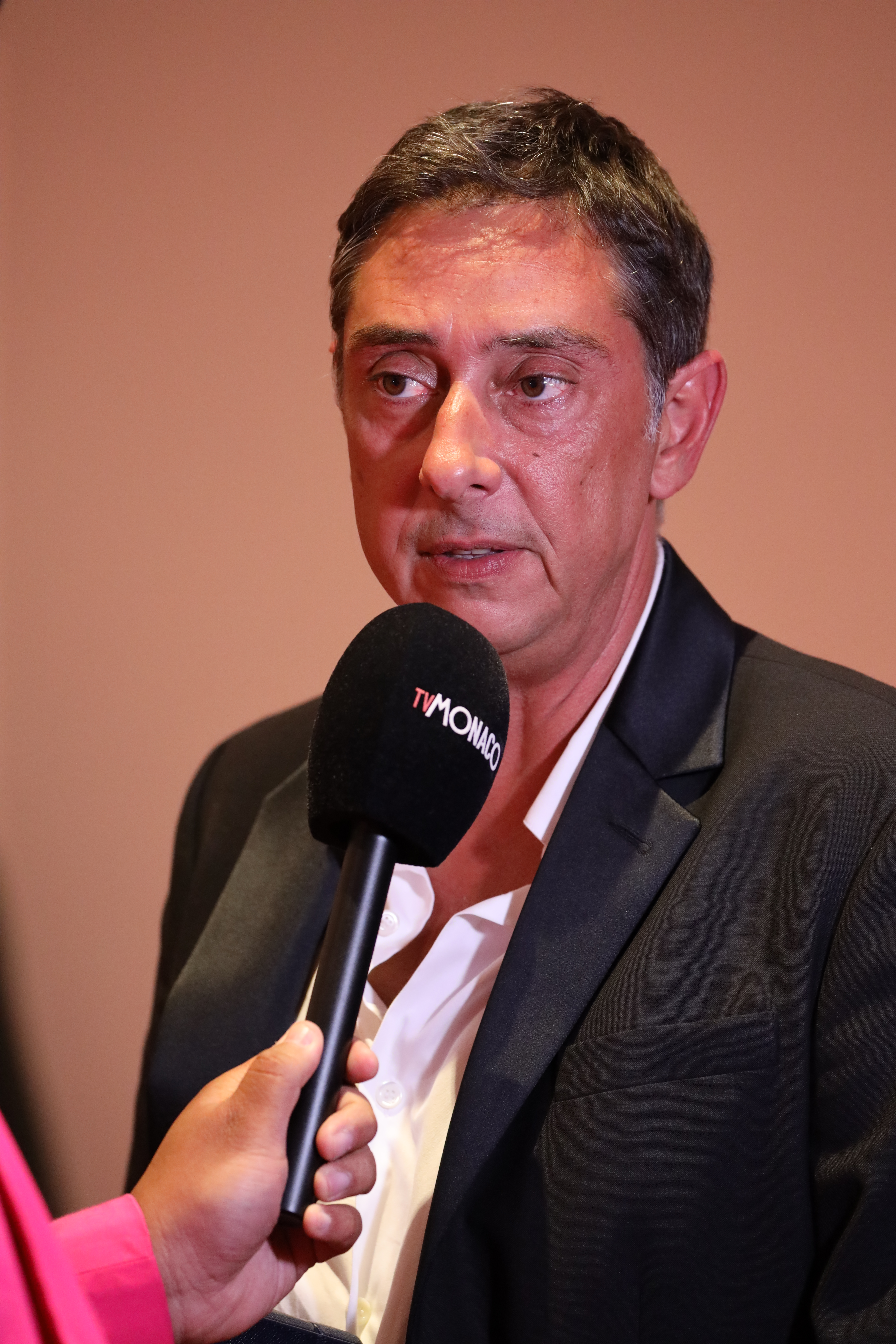
Miguel Gomes bei der Präsentation seines Spielfilms Grand Tour in Cannes (2024)

Miguel Gomes (* 1972 in Lissabon) ist ein portugiesischer Filmregisseur.

## Werdegang
Miguel Gomes absolvierte sein Filmstudium von 1996 bis 2000 in seiner Heimatstadt Lissabon. Seinen ersten Kurzfilm realisierte er 1999 unter dem Titel Entretanto (dt. etwa: "Inzwischen"). Beim internationalen Kurzfilmfestival Curtas Vila do Conde wurde er dafür im gleichen Jahr als bester portugiesischer Regisseur ausgezeichnet. Bei den Internationalen Kurzfilmtagen Oberhausen gewann er 2000 den Hauptpreis. Bis 2002 entstanden mit Inventário de Natal ("Bestandsaufnahme zu Weihnachten", 2000), 31 (2001) und Kalkitos (2002) drei weitere Kurzfilme.
2004 legte er mit A cara que mereces (dt. etwa: "Das Gesicht, das dir gebührt") seinen ersten Spielfilm vor und wurde dafür 2006 für einen Globos de Ouro nominiert. 2008 erschien Aquele Querido Mês de Agosto (dt. etwa: "Jener geliebte Monat August"), mit dem er die Filmfestivals in São Paulo, Guadalajara und Buenos Aires gewann. 2009 wurde der Film als bester portugiesischer Film mit dem Globo de Ouro ausgezeichnet. Der halbdokumentarische Film zeigt anhand eines fiktiven Filmprojektes im historischen Schieferdorf Benfeita (Kreis Arganil) die tatsächlichen portugiesischen Arbeitsmigranten auf Heimaturlaub im August, samt lokalen ländlichen Eigenheiten wie Volksfeste. Er entpuppte sich auch an der heimischen Kinokasse als ein Überraschungserfolg und gehört auch im April 2012 noch zu den 30 erfolgreichsten portugiesischen Filmen seit 2004. Er lief auf kommerzieller Basis auch in Frankreich, Deutschland, Brasilien, Belgien, Mexiko und Argentinien.
2012 nahm Gomes bei der Berlinale mit Tabu – Eine Geschichte von Liebe und Schuld am offiziellen Wettbewerb um den Goldenen Bären teil. Er bediente sich für den Film zahlreicher Anspielungen aus der Filmgeschichte und erzählt – überwiegend in Schwarzweiß-Bildern – von einer sterbenden, alten Portugiesin, die während der Kolonialzeit eine abenteuerliche Liebesgeschichte erlebte. Tabu wurde im Rahmen des Filmfestivals mit dem Alfred-Bauer-Preis und dem FIPRESCI-Preis ausgezeichnet.
Mit seiner 2015 abgedrehten, dreiteiligen Adaption der Tausendundeine Nacht auf das heutige, von der Eurokrise gezeichnete Portugal erlangte er erneut einige Aufmerksamkeit unter den Cineasten. Die „As Mil e Uma Noites“-Trilogie gewann verschiedene Preise, so beim Sydney Film Festival, dem polnischen T-Mobile New Horizons International Film Festival (zuvor Era Nowe Horyzonty), und dem Europäischen Filmfestival in Sevilla. In Deutschland war sie für den ARRI/Osram Award beim Filmfest München 2015 nominiert.
Im Jahr 2024 wurde sein neunter Spielfilm Grand Tour in den Hauptwettbewerb des 77. Filmfestivals von Cannes eingeladen. Dort wurde Gomes mit dem Regiepreis ausgezeichnet.

## Filmografie
- 1999: Entretanto (Kurzfilm)
- 2000: Inventário de Natal (Kurzfilm)
- 2001: 31 (Kurzfilm)
- 2002: Kalkitos (Kurzfilm)
- 2004: A Cara que Mereces
- 2004: Pre Evolution Soccer's One-Minute Dance After a Golden Goal in the Master League (Kurzfilm)
- 2006: Cántico das criaturas (Kurzfilm)
- 2008: Aquele Querido Mês de Agosto
- 2008: Carnaval: à procura de Paulo Moleiro (Kurzfilm)
- 2012: Tabu – Eine Geschichte von Liebe und Schuld
- 2013: Redemption (Kurzfilm)
- 2015: 1001 Nacht-Trilogie: Der Ruhelose, Der Verzweifelte, Der Verzauberte (As Mil e Uma Noites: O Inquieto, O Desolado und O Encantado)
- 2020: Selvajaria
- 2021: The Tsugua Diaries (Diários de Otsoga), Mockumentary
- 2024: Grand Tour